# Ignacio Mariño Ariza
Ignacio Mariño Ariza (Susacón, Boyacá,  5 de octubre de 1886-Bogotá, Colombia, 1967) Abogado, político, periodista y diplomático colombiano.

## Biografía
Nació en la población de Susacón, Departamento de Boyacá el 5 de octubre de 1886. Realizó estudios en la Escuela Normal de Instituciones de Boyacá 1905-1906, Colegio de Boyacá 1907-1909 y el Colegio Mayor de Nuestra Señora del Rosario 1910, en donde obtuvo título de Bachiller en filosofía y Letras. Estudios profesionales en la Facultad de Derecho de la Universidad Nacional de Colombia en donde se titula como doctor en Derecho y Ciencias Políticas. Estudios de especialización en la School of Business Administration of New York University, en donde obtuvo el título de M.B.A. New York University.
Diputado a la Asamblea de Boyacá por el Partido Conservador Colombiano, 1915-1916, 1921-1922. Secretario del Consulado General de Colombia en New York, Cónsul General de Colombia en New York, 1923-1929. Representante al Congreso de la República de Colombia, 1930; secretario de Gobierno del Departamento de Boyacá, bajo la administración departamental del Dr. Carlos M. Pérez y en lo nacional del Dr. Enrique Olaya Herrera. Contralor general de la República de Colombia y jefe de la Oficina de Control de Cambios. Autor del proyecto de Ley 134 de 1931 "Sobre Sociedades Cooperativas".
Miembro de la Société Academique D´Histoire de París, Académie des Sciences de Francia, periodista en el diario El Siglo.